# Ahlen
Ahlen és una localitat alemanya de l'estat federat de Renania del Nord-Westfàlia. És el centre urbà més important econòmicament del districte de Warendorf. La ciutat més adjacent a Ahlen és Hamm al sud-est.

## Història
El nom d'aquesta població fou esmentat per primera vegada l'any 850; posteriorment en 1224, va ser reconegut com una ciutat. Des del segle xiv fins al segle xvi va pertànyer a la Lliga Hanseática.
Al segle xvi, aquesta població va sofrir tres epidèmies de lepra; en 1505, 1551 i 1592. Ahlen també ha sofert l'efecte dels incendis en tres ocasions; en 1483, 1668 i 1774.
Aquesta ciutat és membre d'una organització anomenada Nova Hansa, una unió de ciutats del nord d'Europa fundada el 1980.